# Atentado a escola primária de Cokeville, Wyoming
O atentado a escola primária de Cokeville, Wyoming occoreu em 16 de maio de 1986, na pequena comunidade pecuária de Cokeville, onde David e Doris Young invadiram uma escola, mantendo os alunos, professores e funcionários como reféns sob ameaça de armas e uma bomba, que veio a explodir. Embora alguns reféns tenham se ferido, as únicas vítimas fatais do atentado foram o casal de criminosos.
Algumas crianças relataram, nas semanas subsequentes, a presença de uma mulher vestida de branco, que os teria protegido, figura essa que não foi avistada por nenhum dos adultos presentes no incidente.